# 1867 w muzyce
Wydarzenia muzyczne w 1867 roku.

## Wydarzenia
- 1 stycznia – w katedrze w Gloucester miała miejsce premiera „God be Merciful Unto Us” Samuela Sebastiana Wesleya[1]
- 23 stycznia – w moskiewskim Teatrze Bolszoj miała miejsce premiera opera-baletu Triumf Bachusa Aleksandra Dargomyżskiego[1]
- 12 lutego – w wiedeńskiej Sophiensaal miała miejsce premiera walca „Telegramme” op.318 Johanna Straussa (syna)[1]
- 15 lutego – w wiedeńskiej Dianabadsaal odbyło się premierowe chóralne wykonanie walca „Nad pięknym modrym Dunajem” Johanna Straussa (syna)[1]
- 17 lutego – w wiedeńskim Volksgarten miejsce premiera „Lob der Frauen” op.315 Johanna Straussa (syna)[1]
- 18 lutego – w wiedeńskiej Dianabadsaal miała miejsce premiera „Życia artysty” op.316 Johanna Straussa (syna)[1]
- 1 marca – w wiedeńskiej Musikvereinsaal miała miejsce publiczna premiera kwartetu smyczkowego „Quartettsatz” D.703 Franza Schuberta[1]
- 10 marca – w wiedeńskim Volksgarten miała miejsce premiera instrumentalnej wersji walca „Nad pięknym modrym Dunajem” op.314 oraz polek: „Postillon d’amour” op.317 i „Leichtes Blut” op.319 Johanna Straussa (syna)[1]
- 11 marca – w paryskim Opéra Le Peletier odbyła się premiera opery Don Carlos Giuseppe Verdiego[1][2]

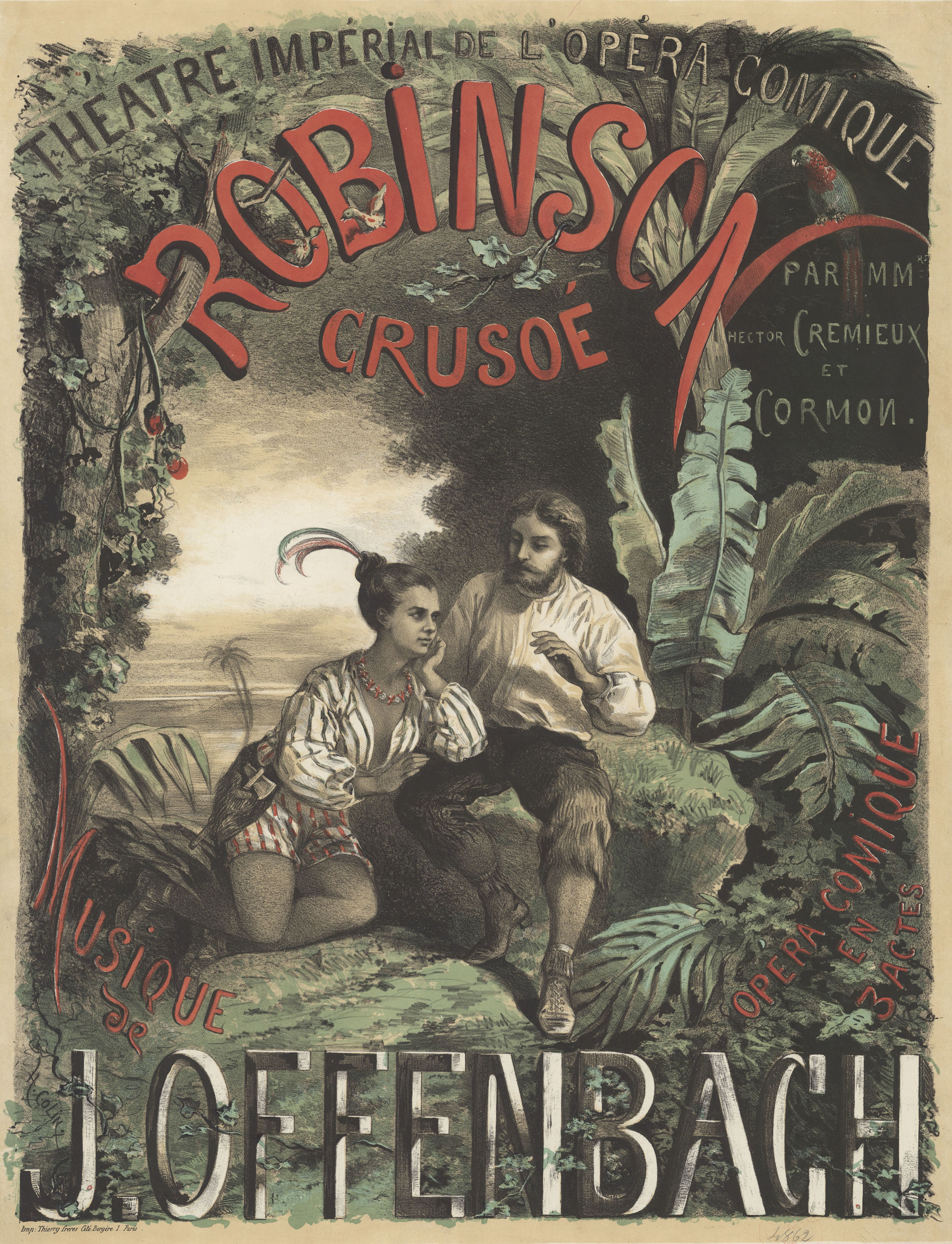
Afisz teatralny opery Robinson Crusoé (1867)

- 3 kwietnia – w Paryżu odbyła się premiera opery La grand'tante Julesa Masseneta[1]
- 4 kwietnia – w paryskim Théâtre des Champs Élysées miała miejsce premira Koncertu na skrzypce i orkiestrę no.1 op.20 oraz „Introduction et Rondo Capriccioso” na skrzypce i orkiestrę op.28 Camille Saint-Saënsa[1]
- 7 kwietnia – w Wiedniu odbyła się premiera „An die Heimat” op.64/1 Johannesa Brahmsa[1]
- 12 kwietnia
  - w Moskwie odbyła się premiera „Russian Scherzo” op.1/1 Piotra Czajkowskiego[1]
  - w paryskim Théâtre des Variétés miała miejsce premiera operetki La Grande-Duchesse de Gérolstein Jacques’a Offenbacha[1]
- 27 kwietnia – w paryskim Théâtre-Lyrique Impérial du Châtelet miała miejsce premiera opery Romeo i Julia Charles’a Gounoda[1]
- 11 maja – w londyńskim Adelphi Theatre miała miejsce publiczna premiera operetki Cox and Box Arthura Sullivana[1]
- 3 czerwca – w londyńskiej St. James's Hall miała miejsce premiera uwertury Marmion Arthura Sullivana[1]
- 1 lipca – w paryskim Palais de l'Industrie miała miejsce premiera „Dieu tout puissant” Gioacchino Rossiniego[1]
- 9 lipca – w Bad Ems odbyła się premiera opery La permission de dix heures Jacques’a Offenbacha[1]
- 20 lipca – w Bad Ems odbyła się premiera opery La leçon de chant électromagnétique Jacques’a Offenbacha[1]
- 30 lipca – w Paryżu odbyła się premiera „Figaro-Polka” op.320 Johanna Straussa (syna)[1]
- 15 sierpnia – w paryskim Théâtre-Lyrique miała miejsce premiera kantaty „Paix et Liberté” Julesa Masseneta[1]
- 1 września – w paryskim Cirque d'été miała miejsce premiera kantaty „Les noces de Prométhée” op.19 Camille Saint-Saënsa[1]
- 7 października – w londyńskim Covent Garden Theatre miała miejsce premiera „Festival-Quadrille” op.341 Johanna Straussa (syna)[1]
- 16 listopada – w Oslo w Akademii Muzycznej miała miejsce premiera „Sonaty skrzypcowej No. 2 in G major”, op.13 Edvarda Griega[1]
- 18 listopada – w moskiewskim Teatrze Bolszoj miała miejsce premiera opery The Bogatirs Aleksandra Borodina[1]

- 23 listopada
  - w Paryżu odbyła się premiera opery Robinson Crusoé Jacques’a Offenbacha[1]
  - w Wiedniu odbyła się premiera „Ballades” op.10/1 i op.10/4 Johannesa Brahmsa[1]
- 27 listopada – w Wiedniu odbyła się premiera „Marschieren” op.41/4 na chór a cappella Johannesa Brahmsa[1]
- 1 grudnia – w Buenos Aires odbyła się premiera „Souvenir de Buenos Aires” Louisa Moreau Gottschalka[1]
- 7 grudnia – w Lipsku odbyła się premiera pieśni „Liebe kam aus fernen Landen” op.33/4 Johannesa Brahmsa[1]
- 12 grudnia – w Oslo odbyła się premiera „Upon Rikard Nordraak’s Death: Tone Poem for Orchestra” Edvarda Griega[1]
- 18 grudnia – w londyńskiej St. George’s Hall miała miejsce premiera operetki The Contrabandista, or the Law of the Ladrones Arthura Sullivana[1]
- 21 grudnia – w Wiedniu odbyła się premiera pieśni „Wehe, so willst du mich wieder” op.32/5 Johannesa Brahmsa[1]
- 26 grudnia – w paryskim Théâtre-Lyrique miała miejsce premiera opery La jolie fille de Perth Georges’a Bizeta[1]

## Urodzili się
- 27 stycznia – Claude Terrasse, francuski kompozytor (zm. 1923)
- 27 lutego – Wilhelm Peterson-Berger, szwedzki kompozytor i krytyk muzyczny (zm. 1942)
- 8 marca – Otton Mieczysław Żukowski, polski kompozytor (zm. 1942)
- 25 marca – Arturo Toscanini, włoski dyrygent (zm. 1957)
- 28 marca – Edmond Clément, francuski śpiewak operowy (tenor) (zm. 1928)
- 13 kwietnia – Walerian Bayerlein, polski śpiewak operowy (bas-baryton) (zm. 1939)
- 12 maja – Felicja Kaszowska, polska śpiewaczka operowa (sopran) (zm. 1951)
- 21 maja – Frances Densmore, amerykańska etnograf i etnomuzykolog (zm. 1957)
- 8 czerwca – Jean-Baptiste Lemire, francuski kompozytor (zm. 1945)
- 19 czerwca – Česlovas Sasnauskas, litewski organista i kompozytor (zm. 1916)
- 27 lipca – Enrique Granados, hiszpański pianista i kompozytor (zm. 1916)
- 4 sierpnia – Halina Krzyżanowska, polska i francuska pianistka i kompozytorka (zm. 1937)
- 17 sierpnia – Ludwik Broekere, polski pianista i dyrygent, nauczyciel muzyki (zm. 1948)
- 22 sierpnia – Maud Powell, amerykańska skrzypaczka (zm. 1920)
- 28 sierpnia – Umberto Giordano, włoski kompozytor operowy (zm. 1948)
- 5 września – Amy Beach, amerykańska kompozytorka i pianistka (zm. 1944)
- 6 września – Franciszek Brzeziński, polski prawnik, urzędnik konsularny, kompozytor i krytyk muzyczny (zm. 1944)
- 12 września – Herbert L. Clarke, amerykański kornecista, kompozytor (zm. 1945)
- 23 września – John Lomax, amerykański pionier muzykologii, folklorystyki i nagrań polowych (zm. 1948)
- 8 listopada – Ilmari Krohn, fiński kompozytor i muzykolog (zm. 1960)
- 27 listopada – Charles Koechlin, francuski kompozytor (zm. 1950)

Data dzienna nieznana
- Józef Furmanik, polski organista i kompozytor muzyki sakralnej (zm. 1953)
- Karolina Kliszewska, polska śpiewaczka operetkowa i operowa, aktorka (zm. 1927)
- Józefa Rożniecka, polska aktorka, śpiewaczka estradowa, kuplecistka (zm. 1931)
- Jan Stern, polski śpiewak (tenor), artysta Opery Warszawskiej (zm. 1949)
- Karol Stohl, polski pedagog, dyrygent, kompozytor (zm. 1947)

## Zmarli
- 23 lutego – George Thomas Smart, angielski dyrygent, organista i kompozytor (ur. 1776)
- 5 marca – Maria Piave, włoski librecista znany głównie ze współpracy z Giuseppe Verdim (ur. 1810)
- 18 marca – Wiktor Każyński, polski kompozytor, dyrygent, pianista i publicysta muzyczny (ur. 1812)
- 3 maja – Fanny Persiani, włoska śpiewaczka operowa (sopran) (ur. 1812)
- 6 maja – Johann Kaspar Aiblinger, niemiecki kompozytor i dyrygent (ur. 1779)
- 10 września – Simon Sechter, austriacki teoretyk muzyki, organista, dyrygent i kompozytor (ur. 1788)
- 5 października – Thomas Täglichsbeck, niemiecki skrzypek, kapelmistrz i kompozytor (ur. 1799)
- 9 października – Ignacy Feliks Dobrzyński, polski kompozytor, dyrygent, pianista i pedagog (ur. 1807)
- 6 grudnia – Giovanni Pacini, włoski kompozytor operowy (ur. 1796)

Data dzienna nieznana
- Marceli Jasiński, polski kompozytor o pseudonimie „Józef Doroszenko” (ur. 1837)